# Śanti (hinduizm pokój wewnętrzny)
Śanti (sanskryt शान्ति, trl. śāntiḥ, „spokój”) – w filozofii hinduskiej i buddyjskiej pokój wewnętrzny.

## Hinduizm
W adwajtawedancie stan nie zakłócony przez dualizm, realizacja jedności rzeczywistości.

## Buddyzm
W tekstach buddyjskich śanti to niekiedy synonim nirwany.